# Polyrhachis emmae
Polyrhachis emmae är en myrart som beskrevs av Santschi 1920. Polyrhachis emmae ingår i släktet Polyrhachis och familjen myror. Inga underarter finns listade i Catalogue of Life.